# Bese (Románia)
A Marosvásárhely melletti Bese faluról a Remeteszeg szócikkben olvashatsz.
Bese (románul: Stejărenii), falu Romániában, Maros megyében.

## Története
1305-ben villa Bese néven, a Becsegergely nemzetséghez tartozó Apa fiai és Miklós fia Gergely birtokmegosztásakor említette először oklevél. Az osztozkodáskor a birtok Miklós fia Gergelynek jutott. A falut erdélyi szász telepesek lakták. 1309-ben a keresdi dékánsághoz tartozó papját Gentilis bíboros a kiközösített szász plébánosok között sorolta fel.
Lakossága a középkorban római-katolikus volt, a reformáció idején felvették a lutheránus vallást.
Dános község része. A trianoni békeszerződésig Nagy-Küküllő vármegye Segesvári járásához tartozott.

## Népessége
1910-ben 805 lakosából 560 német, 178 román, 50 magyar és 17 egyéb nemzetiségű volt.
2002-ben 242 lakosa volt, ebből 173 román, 38 magyar, 23 német és 8 cigány.

## Vallások
A falu lakói közül 188-an ortodox, 31-en evangélikus és 14-en református hitűek.

## Látnivaló
- Eredeti lutheránus temploma még a 14. században épült, a 15. században várfallal vették körül. Ezt a templomot azonban a 19. század végén lebontották és 1913-ban új templomot építettek, ekkor a várfalakat is lebontották. Ez a templom ma is áll.